# Krystyna Janda
Krystyna Jolanta Janda (Starachowice, 18 de dezembro de 1952) é uma atriz polonesa.
Em 1990, ela recebeu o prêmio de Melhor Atriz no Festival de Cannes por seu trabalho em Przesłuchanie.